# William Dassagaté
Peter William Dassagaté (* 30. Juni 1993 in Kandi) ist ein beninischer ehemaliger Fußballspieler.

## Karriere

### Verein
Dassagaté begann seine Karriere bei Tanéka Koko. 2008 wechselte er zu ASPAC, wo er seine Profi-Karriere startete. Mit dem Verein aus Cotonou wurde er 2010 und 2011 Meister der Championnat National du Bénin. 2010 nahm er für ASPAC an der CAF Champions League teil.
Am 29. November 2011 begann er ein Probetraining bei ASEC Mimosas und unterschrieb am 21. Dezember gemeinsam mit Junior Salomon, einen Vertrag in Abidjan. Nach dem Ablauf seines sechs Monate dauernden Leihvertrag, kehrte er Anfang Juli 2012 zu ASPAC zurück. Im Februar 2013 verließ er ASPAC und unterschrieb für Mogas 90 FC.

### Nationalmannschaft
Dassagaté steht im Kader der Nationalmannschaft des Benins. Er gehörte auch der Olympiaauswahl seines Landes an, die knapp gegen Südafrika scheiterten. Im entscheidenden Spiel (1:3) konnte er ein Tor beisteuern. 2012 kam er in einem Freundschaftsspiel gegen den Oman zu seinem einzigen Einsatz in der A-Mannschaft.

## Titel und Erfolge
- Championnat National du Bénin: 2010 & 2011